# Андроников виадук

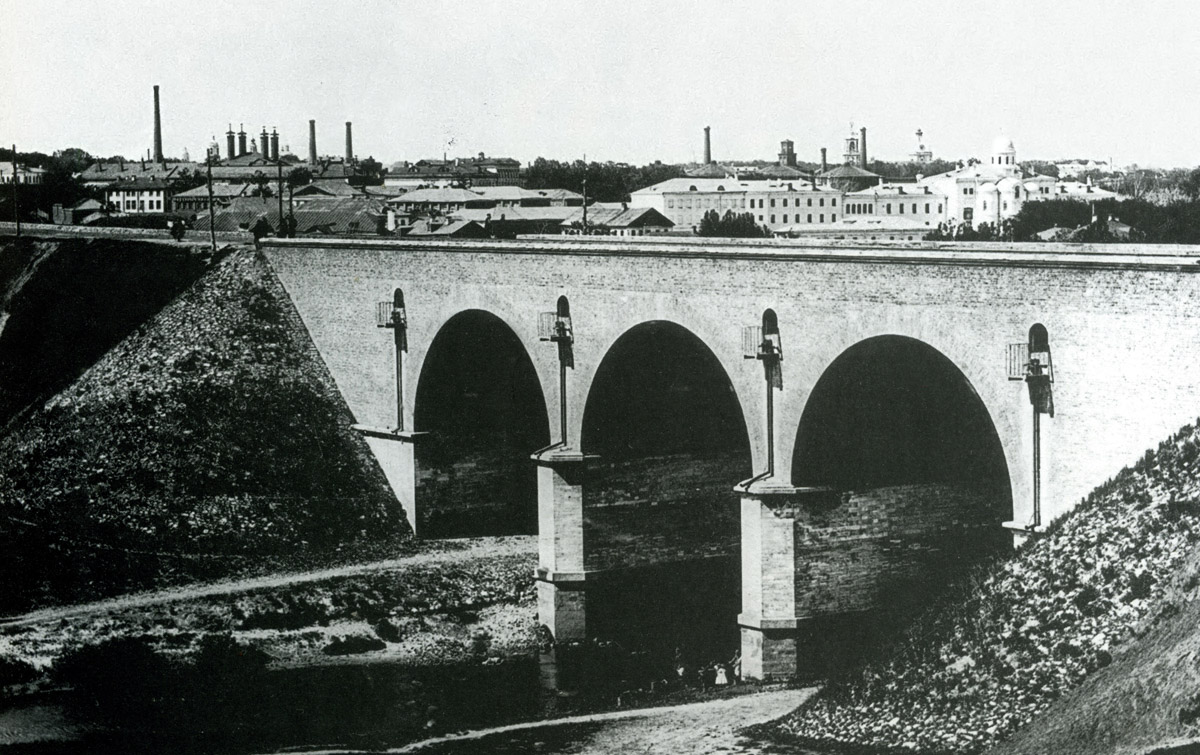
Вид моста от Андроньева монастыря (1888)

Андро́ников виадук — железнодорожный мост Курского и Горьковского направлений МЖД на участке между станцией Москва-Пассажирская-Курская и остановочным пунктом Серп и Молот. Построен в 1865 году. Реконструирован в 1950—1951 годах по проекту инженеров Н. М. Колоколова, С. Я. Терёхина и архитектора Б. М. Надежина.
В 2008 году к виадуку был вплотную пристроен мост для первого главного пути Горьковского направления МЖД. Новый четырёхпролётный балочный мост имеет протяжённость 115,25 м. Схема моста: 29,5+25,9+31,5+16,2 м.

## Мост в кинематографе
- 1957 — Летят журавли[4]
- 1965 — Застава Ильича
- 1982 — Покровские Ворота

## Соседние мосты через Яузу
- выше по течению реки — Таможенный мост
- ниже по течению реки — Костомаровский мост